# Prunus geniculata
Prunus geniculata är en rosväxtart som beskrevs av Harper. Prunus geniculata ingår i släktet prunusar, och familjen rosväxter. Inga underarter finns listade i Catalogue of Life.

## Bildgalleri

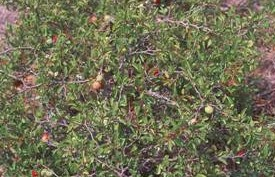